# Turbina Waltera
Turbina Waltera – opracowane w latach 1936–1945 przez Hellmutha Waltera urządzenie techniczne stanowiące pierwszą praktyczną próbę opracowania napędu niezależnego od dostępu powietrza atmosferycznego dla okrętów podwodnych. Wykorzystywało katalityczny rozkład nadtlenku wodoru w celu uzyskania tlenu do spalania paliwa, oraz w konsekwencji pary wodnej do napędu turbiny.

## Reguła Waltera
Podstawowe założenia napędu w obiegu autonomicznym, opracowane zostały w 1930 roku w stoczni Germania przez Hellmutha Waltera. Bazujący na jego założeniach relatywnie złożony system oparty był na katalitycznym rozkładzie stężonego (80%) nadtlenku wodoru, który używany był jako utleniacz. Nadtlenek wodoru był przenoszony w zbiorniku poniżej głównego kadłuba sztywnego, skąd ciśnienie wody wypychało go do porcelanowej komory, gdzie wchodził w kontakt z niezbędnym do dekompozycji katalizatorem. Skutkiem tego procesu powstawała para wodna i tlen (2H
2O
2 → 2H
2O↑ + O
2↑), przechodzące następnie do komory spalania, gdzie następował wtrysk i zapłon oleju napędowego, oraz – w celu zmniejszenia temperatury i zwiększenia ilości pary – natrysk wody na powstały w procesie spalania gaz. Mieszanina gazowa przepływała rurociągami do turbiny napędzającej wał napędowy, a następnie do kondensatora – gdzie następowało wydzielenie powstałego podczas spalania dwutlenku węgla i wyprowadzenie go zewnątrz okrętu.

## Konstrukcja
Perhydrol przechowywany był w wykonanych z plastiku workach, umieszczonych w wolno-zalewowej części kadłuba lekkiego. Po jego zużyciu worki zapadały się, a zajmowana przez nie uprzednio przestrzeń wypełniana była przez wodę morską. Rolę paliwa w procesie Waltera stanowił syntetyczny lekki olej napędowy, przechowywany w zewnętrznych zbiornikach na powierzchni wypełniającej je od dołu wody. Ponieważ gęstość 80% perhydrolu jest ok. 1,3× większa niż gęstość wody morskiej (1,34 g/cm3 vs ok. 1,023 g/cm3), jego zużywanie i zastępowanie go wodą powodowało, że okręt podwodny stawał się coraz lżejszy, jednak zastępowanie wodą zużywanego syntetycznego paliwa powodowało zwiększanie ciężaru okrętu. Oba te procesy wprawdzie równoważyły się częściowo, jednak znacznie większą skalę miała utrata wagi, toteż zmniejszenie ciężaru musiało być kompensowane za pomocą znacznie większych w jednostkach z turbiną Waltera zbiorników wyrównawczych.

### Metoda bezpośrednia
Nadtlenek dostarczany był do dekompozera, gdzie dzięki katalizatorowi następowała dekompozycja do postaci pary wodnej i tlenu. Powstawała w ten sposób mieszanina gazowa o temperaturze 450–963 °C, dzięki własnemu ciśnieniu, dostarczana była do komory spalania, jednocześnie z wtryskiwanym tam lekkim olejem. W efekcie spalania powstawała mieszanina pary wodnej i dwutlenku węgla, która przez filtry zanieczyszczeń dostawała się do turbiny. Po wykonaniu pracy para była następnie kondensowana w kondensatorze, po czym część kondensatu wydalana była za burtę, pozostała zaś część po schłodzeniu była wtryskiwana z powrotem do komory spalania. Dwutlenek węgla zaś był w całości wydalany za burtę, gdzie rozpuszczał się w wodzie morskiej.
Układ wymagał dużej ilości energii elektrycznej dla działania pomp, która produkowana była w sprzężonym generatorze elektrycznym. Jako że wydalanie CO2 wymagało pokonania panującego na zewnątrz okrętu ciśnienia hydrostatycznego, w procesie tym zaangażowana była także turbina okrętu, co jednak skutkowało dużym zużyciem nadtlenku wodoru i paliwa Toteż w celu jego zmniejszenia, w układzie zastosowano specjalny kompresor dwutlenku węgla, dzięki któremu powstawała różnica ciśnień między wejściem oraz ujściem z turbiny, co ułatwiało pokonanie oporu ciśnienia hydrostatycznego i zmniejszało ich zużycie.

### Metoda pośrednia
Obok bezpośredniej, opracowano także pośrednią metodę napędu, opartą na obiegu zamkniętym pary z kondensatorem w turbinie. W metodzie tej para wodna napędzająca turbinę wytwarzana była w wymienniku ciepła podgrzewanym przez powstałą w komorze spalania mieszankę pary wodnej i dwutlenku węglą. Para z tej mieszanki kondensowana była w wymienniku ciepła i wyrzucana za burtę razem z CO2, krążąca zaś w obiegu zamkniętym i rozgrzana w wymienniku para napędzała turbinę. Ta technika odznaczała się znacznie mniejszym zużyciem nadtlenku wodoru oraz lekkiego oleju napędowego, cały jej system był jednak nieco cięższy od układu bezpośredniego i wymagał więcej przestrzeni w okręcie podwodnym.

### System zimny
Pierwszy system Waltera, tzw. system zimny, został zbudowany jedynie dla celów testowych, a opracowany jeszcze przed zastosowaniem metody bezpośredniej. Układ ten zainstalowano na V80 – 80-tonowym eksperymentalnym okręcie – w 1939 roku. Nadtlenek wodoru był w nim poddawany jedynie dekompozycji, przez co turbina napędzana była wyłącznie mieszaniną pary i tlenu, bez zaangażowania komory spalania, paliwa oraz dwutlenku węgla. Tlen uchodził następnie do morza, znacząc swoją obecność pod postacią dużej liczby pęcherzy. Ta eksperymentalna metoda cechowała się bardzo dużym zużyciem nadtlenku wodoru, okręt zdolny był jednak wyprodukować moc 2000 koni mechanicznych oraz osiągnąć pod wodą prędkość 28 węzłów.
Reguła Waltera umożliwia uzyskanie wysokiej mocy przy stosunkowo niewielkiej wadze systemu i niskich wymaganiach co do niezbędnej przestrzeni na okręcie. W przypadku metody bezpośredniej, bez sprężarki, zużycie nadtlenku wodoru wynosiło 2,35 kg/KWh, natomiast przy zastosowaniu kompresora zużycie spadało do 1,85 kg/KWh. W tym czasie nie było więc możliwe zabranie na okręt ilości nadtlenku niezbędnej dla całego rejsu, w związku z czym w okrętach instalowano także standardowy układ diesel-elektryczny z chrapami do zastosowania jako standard podczas rejsu, gdy nie była wymagana szczególna sprawność pływania podwodnego.

## Okręty z napędem Waltera

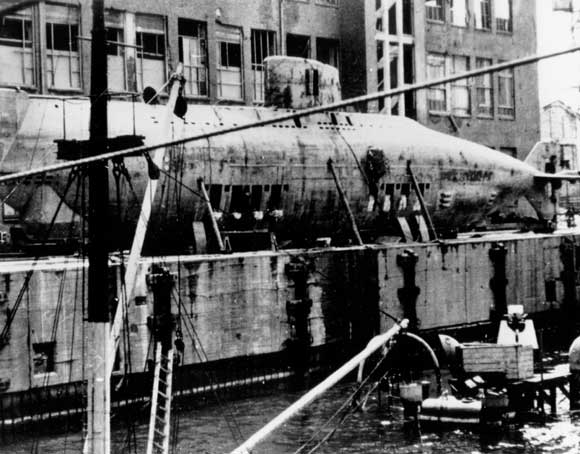
U-1406 w 1945 roku. Widoczne otwarte wrota zbiorników perhydrolu

Po przeprowadzonych z sukcesem próbach w roku 1940, złożono zamówienie na pierwsze okręty podwodne wyposażone w napęd Waltera U-792 i U-794. Oznaczone one były jako typ XVIIA -  przyjęto je do służby w październiku 1943 roku. Kolejna para okrętów tego typu, U-793 i U-795, weszła do służby w kwietniu 1944. W marcu 1944 U-793 z admirałem Dönitzem na pokładzie, osiągnął pod wodą prędkość 22 węzłów, w czerwcu zaś tego samego roku, U-792 osiągnął zmierzoną prędkość 25 węzłów. Osiągnięcie przez te okręty tak wysokich na owe czasy prędkości podwodnych, stanowiło tym większe osiągnięcie, iż okręty te okazały się łatwe w prowadzeniu przy tej szybkości.
Okręty z napędem Waltera nękane jednak były plagą problemów mechanicznych i związanych z obsługą. Dodatkowo, posiadały niską sprawność oraz traciły znaczną część energii (tym większą, im większe było zanurzenie) na usunięcie spalin (parcie wody przeciwstawiało się parciu gazów spalinowych uchodzących z wydechu).
Budowa operacyjnych okrętów z napędem Waltera - typu XVIIB rozpoczęła się w stoczni Blohm und Voss w Hamburgu. Kriegsmarine planowała także budowę "atlantyckich" jednostek z napędem Waltera - zamówione zostały nawet dwie jednostki typu XVIII: U-796 oraz U-797, jednakże budowa tych większych jednostek przestała być kontynuowana wiosną 1944 roku. W ich miejsce, 26 maja 1944 roku podpisano kontrakt na budowę jednostek typu XXVI o wyporności 842 ton, których oczekiwana prędkość podwodna przy zasięgu 144–160 mil morskich (300 km), wynosiła 24 węzły. Okręty te zabierać miały 97 ton nadtlenku wodoru i 65 ton paliwa, co przy zastosowaniu w nich metody bezpośredniej pozwalać miało na zasięg działania wynoszący 100 mil morskich przy prędkości 4 węzłów, zaś przy zastosowaniu dieslowskiego napędu bezpośredniego, zdolne miały być do przepłynięcia na powierzchni 7800 mil przy prędkości 10 węzłów. Początkowo planowano budowę 250 jednostek tego typu, budowę kilku z nich rozpoczęto już w stoczni Blohm & Voss, jednakże żadnej nie ukończono.